# Arktikus faunatartomány
Az arktikus faunatartomány (Arktisz) a holarktikus faunaterület egyik, Eurázsia legészakibb részeit, tehát:
- Skandináviát,
- Finnország északi részét,
- Oroszország északi részeit (ide értve Kamcsatkát is),
- Izlandot,
- Novaja Zemlját,
- a Spitzbergákat
- és az Északi Jeges-tenger ázsiai szigeteit

magába foglaló tartománya. Tudományos neve Arktisz, de nem azonos a földrajzi-éghajlattani értelemben vett Északi sarkvidékkel.
Jellegzetessége az alacsony évi középhőmérséklet — a jelenlegi sarkvidékekhez hasonlóan hideg területek a földtörténetben csak nagyon ritkán alakultak ki. A tél hosszú, a nyár rövid és hideg. A növény- és állatvilág tenyészideje egyaránt rendkívül rövid.

## Állatvilága
Állatvilága másodlagos, vagyis nem helyben fejlődött ki, hanem az eljegesedések előtt, illetve közben bevándorolt, jórészt hidegtűrő, a szélsőséges környezeti körülményekhez alkalmazkodott fajokból áll.
Az  Arktisz rovarvilága aránylag szegény, és teljesen hiányzik a gerinctelenek nagyon sok más csoportja (például a giliszták).
A kétéltűek három faja található meg a sarkkörön túl:
- gyepi béka (Rana temporaria),
- mocsári béka (Rana arvalis),
- északi gőte (Hynobius  keiserlingii)

A sarkkört mindössze két hüllőfaj lépi át:
- elevenszülő gyík (Lacerta vivipara)
- keresztes vipera (Vipera berus), ez szintén elevenszülő.

Madárvilága gazdag, de viszonylag kevés a szárazföldi faj. Közülük nevezetesebbek:
- sarki hófajd (Lagopus lagopus),
- hóbagoly (Nyctaea scandica),
- hósármány (Plectrophenax nivalis),
- sarkantyús  sármány (Calcarius  lapponicus).

A hófajdok hóba vájt alagutakban, helyben telelnek át, a többi madár azonban a tél beállta előtt délibb tájakra vándorol.
Az állatvilág legismertebb, jellegzetes fajai a tengeri emlősök:
- a cetek (Cetacea) és
- a fókafélék (Pinnipedia).

Az ismertebb szárazföldi emlősök:
- jegesmedve (Thalarctos maritimus),
- lemming (Lemmus lemmus),
- sarki róka (Alopex lagopus),
- pézsmatulok (Ovibos moschatus),
- havasi  nyúl (Lepus timidus),
- rénszarvas (Rangifer tarandus tarandus).

A rénszarvasok és lemmingek évszakos vándorlásai közismertek. 
A szubarktikus vidékekről gyakran felnyomul északabbra néhány ragadozó: 
- farkas (Canis lupus),
- hermelin (Mustella erminea),
- rozsomák (Gulo gulo).